# دومينيك مندي
دومينيك مندي (بالفرنسية: Dominique Mendy)‏ (ولد في 10 يناير 1994 في بينيونا، السنغال) لاعب كرة قدم دولي سنغالي يجيد اللعب في مركز الوسط المهاجم وبدرجة أقل الوسط المحوري. يلعب حاليا لصالح الخالدية الذي ينافس في الدوري البحريني الممتاز منذ 2021.

## المسيرة الرياضية

### الأندية
بدأ ميندي مسيرته الرياضية في كاسا سبورت السنغالي. في موسمه الأول 2013 وفي بطولة دوري الدرجة الممتازة ساهم في احتلال فريقه المركز السادس برصيد 44 نقطة من 30 مباراة بفارق ثماني نقاط عن البطل ديامبارز. وفي بطولة كأس السنغال ساهم في وصول فريقه إلى المباراة النهائية عندما خسر من دياراف بركلات الترجيح.
في موسمه الثاني 2013-2014 وفي بطولة دوري الدرجة الممتازة ساهم في احتلال فريقه المركز الثالث برصيد 41 نقطة من 26 مباراة بفارق ثماني نقاط عن البطل بيكين.
في موسمه الثالث 2014-2015 وفي بطولة دوري الدرجة الممتازة ساهم في احتلال فريقه المركز السادس برصيد 35 نقطة من 26 مباراة بفارق تسع نقاط عن البطل اتحاد دوانس. وفي بطولة كأس السنغال ساهم في وصول فريقه إلى المباراة النهائية عندما خسر من جينيراسيون فوت 3-4.
في موسمه الرابع والأخير 2015-2016 وفي بطولة دوري الدرجة الممتازة ساهم في احتلال فريقه المركز الخامس برصيد 36 نقطة من 26 مباراة بفارق ست نقاط عن البطل غوري. وفي بطولة كأس السنغال ساهم في وصول فريقه إلى المباراة النهائية عندما خسر من مبور بيتيت كوت 0-3.
في 4 سبتمبر 2016 انتقل ميندي من كاسا سبورت إلى الصفاء اللبناني في صفقة انتقال حر. في موسمه الوحيد 2016-2017 وفي بطولة دوري الدرجة الممتازة ساهم في احتلال فريقه المركز العاشر برصيد 27 نقطة من 22 مباراة بفارق نقطتين عن منطقة الهبوط. وفي بطولة كأس لبنان ساهم في وصول فريقه إلى المباراة النهائية عندما خسر من الأنصار 0-1. وفي بطولة كأس الاتحاد الآسيوي خرج فريقه من دور المجموعات بعدما احتل المركز الرابع الأخير في المجموعة الثانية برصيد نقطة واحدة من ست مباريات.
في 3 يوليو 2017 انتقل ميندي من الصفاء إلى الفيصلي الأردني في صفقة انتقال حر. في موسمه الأول 2017-2018 وفي بطولة دوري الدرجة الممتازة ساهم في احتلال فريقه المركز الثالث برصيد 41 نقطة من 22 مباراة بفارق 12 نقطة عن البطل الوحدات. وفي بطولة كأس الأردن ساهم في وصول فريقه إلى الدور النصف النهائي عندما خسر من الجزيرة 0-3 في مجموع المباراتين. وفي بطولة كأس السوبر الأردني ساهم في تتويج فريقه بالبطولة بعدما تغلب على الجزيرة 2-1 ليحقق ميندي أولى بطولاته الشخصية. وفي البطولة العربية للأندية ساهم في وصول فريقه إلى المباراة النهائية عندما خسر من الترجي التونسي 2-3. وفي بطولة دوري أبطال آسيا هرج فريقه من الدور التمهيدي عندما خسر من نسف قرشي الأوزبكستاني 1-5. ثم انتقل للعب في بطولة كأس الاتحاد الآسيوي ساهم في وصول فريقه إلى الدور النصف النهائي لمنطقة غرب آسيا عندما خسر من الجزيرة الأردني 1-2 في مجموع المباراتين.
في 30 أغسطس 2018 انتقل ميندي من الفيصلي إلى القوة الجوية العراقي بنظام الإعارة لمدة نصف موسم. في بطولة دوري الدرجة الممتازة ساهم في حصد فريقه 27 نقطة من 12 مباراة محتلا المركز الثاني. وفي بطولة كأس العراق ساهم في وصول فريقه إلى الدور الثمن النهائي عندما تغلب في الدور32 على بلد 5-0 في مجموع المباراتين. وفي بطولة كأس العرب للأندية الأبطال انسحب فريقه من مباراة الإياب قبل نهايتها ليخسر من اتحاد الجزائر الجزائري 0-4 في مجموع المباراتين. وفي بطولة كأس الاتحاد الآسيوي ساهم في تتويج فريقه بالبطولة بعدما تغلب في المباراة النهائية على ألتين أسير التركمانستاني 2-0 ليحقق ميندي ثاني بطولاته الشخصية. في 31 ديسمبر 2018 عاد ميندي إلى الفيصلي.
في موسمه الثاني 2018-2019 وفي بطولة دوري الدرجة الممتازة ساهم في تتويج فريقه بالبطولة بعدما تصدر الترتيب برصيد 50 نقطة من 22 مباراة بفارق نقطة واحدة عن وصيفه الجزيرة وبالتالي يحقق ميندي ثالث بطولاته الشخصية. وفي بطولة كأس الأردن ساهم في تتويج فريقه بالبطولة بعدما تغلب في المباراة النهائية على الرمثا 2-0 ليحقق ميندي رابع بطولاته الشخصية.
في موسمه الثالث 2019-2020 وفي بطولة دوري الدرجة الممتازة ساهم في احتلال فريقه المركز الخامس برصيد 27 نقطة من 22 مباراة بفارق 29 نقطة عن البطل الوحدات. وفي بطولة كأس السوبر الأردني ساهم في تتويج فريقه بالبطولة بعدما تغلب على الجزيرة بركلات الترجيح ليحقق ميندي خامس بطولاته الشخصية. وفي بطولة درع الاتحاد الأردني خرج فريقه من دور المجموعات بعدما احتل المركز الثاني في المجموعة الأولى برصيد ست نقاط من ثلاث مباريات بفارق نقطة واحدة عن المتصدر الصريح. وفي بطولة دوري أبطال آسيا خرج فريقه من الجولة الأولى عندما خسر من الكويت الكويت 1-2 في الدور التمهيدي. ثم انتقل إلى اللعب في بطولة كأس الاتحاد الآسيوي حيث لعب مباراتين (تعادل مع الوثبة السوري ثم خسر من الأنصار اللبناني) ثم قررت السلطات التنظيمية إلغاء البطولة بسبب انتشار جائحة كورونا. في 24 يناير 2021 قرر الفيصلي فسخ عقد ميندي.
في 18 يوليو 2021 انتقل ميندي إلى الخالدية البحريني في صفقة انتقال حر. في موسمه الأول 2021-2022 وفي بطولة دوري الدرجة الممتازة ساهم في احتلال فريقه المركز الثالث برصيد 30 نقطة من 18 مباراة بفارق 12 نقطة عن البطل الرفاع. وفي بطولة كأس ملك البحرين ساهم في تتويج فريقه بالبطولة بعدما تغلب في المباراة النهائية على الرفاع الشرقي بركلات الترجيح ليحقق ميندي سادس بطولاته الشخصية. وفي بطولة كأس الاتحاد البحريني خرج فريقه من دور المجموعات.
في موسمه الثاني 2022-2023 وفي بطولة الدوري الممتاز ساهم في تتويج فريقه بالبطولة بعدما تصدر الترتيب بفارق نقطة واحدة عن وصيفه المنامة ليحقق مندي سابع بطولاته الشخصية. وفي بطولة كأس ملك البحرين خرج فريقه من مباراته الأولى عندما خسر في الدور الثمن النهائي من سترة بركلات الترجيح. وفي بطولة كأس السوبر البحريني ساهم في تتويج فريقه بالبطولة بعدما تغلب على الرفاع بهدفين نظيفين ليحقق مندي ثامن بطولاته الشخصية. وفي بطولة كأس الاتحاد البحريني ساهم في وصول فريقه إلى المباراة النهائية عندما خسر من الأهلي بركلات الترجيح.

## الإنجازات
- الفيصلي (4)
  - الدوري الأردني للمحترفين (1): 2018–19
  - كأس الأردن (1): 2018-2019
  - كأس السوبر الأردني (2): 2017، 2019
- القوة الجوية (1)
  - كأس الاتحاد الآسيوي (1): 2018
- الخالدية (3)
  - الدوري البحريني الممتاز (1): 2023/2022
  - كأس ملك البحرين (1): 2021-2022
  - كأس السوبر البحريني (1): 2022

## روابط خارجية
- دومينيك مندي على موقع قاعدة بيانات كرة القدم.إي يو (الإنجليزية)
- دومينيك مندي على موقع Soccerway.com (الإنجليزية)
- دومينيك مندي على موقع كووورة